# 포도장
포도장(捕盜將)은, 조선 시대의 치안 업무를 맡아 보던 직책 가운데 하나이다. 
후대에 상설 기구로 설치되게 되는 포도청(捕盜廳)의 최고 지휘관인 포도대장(捕盜大將)과 관련이 깊다. 다만 포도대장과 달리 포도장은 초기에는 지방의 도적 체포를 위해 임명되는 권관(임시직)으로 출범하였다. 

## 개요
포도장의 설치는 집단적이고 조직화되어가던 도적의 발호에 대한 근본적인 대책을 마련하는 과정에서 창설되었다. 조선 전기의 치안은 중앙과 지방의 포도활동을 담당했던 기존의 치안활동 기구인 의금부·형조·한성부·형조, 그리고 각 지역의 관찰사나 지방관(수령이나 방백)이 맡아 단속하였다. 
하지만 당시 도적의 규모는 '좀도둑'과 '강도'의 수준을 넘어 지역적 특성을 기반으로 산적(山賊) · 수적(水賊) · 화적(火賊) 등으로 집단화되었으며, 그 범행 수법 또한 경내에서 떼를 지어 몰려 다니며 사람을 살상하는 것을 넘어 무장하여 관군을 공격하거나 옥에 갇힌 패거리를 구하기 위해 관아를 습격하기도 하는 등 점차 그 수법이 대담해졌다. 도적의 규모가 '큰 도적떼'(大盜群)이나 '큰 무리'(大黨)의 형태로 확대되었을 경우 지방관이 전담하기 어려웠던 것은 물론, 단속 군졸이 타 지방의 경계를 무단으로 넘지 못했기 때문에 경계를 넘나들며 도적질을 벌이는 무리들을 추적하는 데에도 한계가 있었다. 이러한 상황에서 기존에 중앙과 지방의 포도활동을 담당했던 치안활동 기구인 의금부·형조·한성부의 포도 업무가 축소된 것도 포도장의 설치에 한몫하였다.
예종 원년(1469) 전라도 무안 지방에 장영기라는 도적이 100여 명의 무리를 모아 전라, 경상 양도를 오가며 약탈을 벌였는데, 관찰사가 이를 제대로 단속하지 못하여 오히려 단속에 나섰던 군병이 피살당하는 지경에 이르는 등 피해가 막심해지자, 조정에서는 재상들이 모여서 대책을 논의하고 사목을 마련하였다. 
- 전라도와 경상도의 각 주장(主將)과 부장(副將) 각 1인이 서울의 군관(軍官) 15인과 종사관(從事官) 1인을 각기 거느리게 한다.
- 그 도(道)의 절도사(節度使)는 경장(京將)의 지휘를 듣도록 한다.
- 경군관(京軍官)은 역마를 타고 각기 가지고 있는 사전마(私戰馬)는 그 사료를 관에서 지급한다.
- 경장에게는 각각 사복시(司僕寺)의 전마(戰馬) 다섯 필을 지급한다.
- 전라도와 경상도의 사이에서 도적들이 만약 서로 도계(道界)를 넘어 도피할 경우 양도의 주장이 힘을 합쳐 체포하되, 도둑이 만약 충청도(忠淸道) 등 타도(他道)로 도망쳐 들어가는 경우에도 양도의 주장이 따라가서 체포한다. 이때 충청도(또는 도적이 도망쳐 들어간 해당 도)의 군사를 동원해야 할 필요가 있을 경우에는 충청도 절도사 역시 주장의 명령에 따르게 한다.[3]

위의 사목에 따라 박중선(朴仲善)과 류수(柳洙)를 각각 전라·경상도의 주장으로 임명하여 파견하였다. 이때 마련한 사목이 성종 초반에 설치되는 포도장의 전형이 된다. 
다만 이때 주장의 설치와 파견에 장수의 칭호는 '주장' 혹은 '경장'이라 부르고 별도로 '포도명장'(捕盜名將)이라고 부르지 않았는데, 이는 당시 조선 초기 관료 사회 전반에 팽배해 있던 '포도' 및 이를 수행하는 '포도관'이라는 관명에 대한 부정적 인식이 작용했던 것으로 여겨지고 있다. 
하지만 도적의 양·질적인 증가와 기존에 존재하던 중앙과 지방의 치안기구가 포도활동의 한계를 드러내는 상황이었고, 따라서 포도관의 설치는 필수적인 것이었다. 성종대에 예종대의 사목에 따라 지방의 도적을 단속하기 위해 파견되는 이들 '경장'(주장)을 '포도장'이라고 부른 것은 기존의 포도관에 대한 부정적인 인식에 대하여 보다 현실적인 대안으로 마련된 것이기도 하였다.

## 설치 및 폐지의 반복
포도장은 상설직이 아니라 설치와 혁파를 거듭하는 임시적인 기구였다. 포도장은 성종조 전반기에 주로 지방의 포도 활동을 위해 파견되었다. 
포도장은 국왕이 직접 임명하는 직책으로 경군(京軍) 수십 명과 지방군에 대한 발병부(發兵符)를 주어 해당 지역에 파견하였기에 국왕이 직접 지명한 직책으로써 중앙의 기(騎)·보병(步兵)뿐 아니라 지방군 전력도 유사시 소집할 수 있는 조발권을 가졌기 때문에, 정예 병력을 동원하여 대규모 떼 도적을 효과적으로 단속할 수 있었다.
그러나 포도장이 지방에서 포도 활동 과정에 폐해가 많다는 지적이 제기되고, 포도장이 포졸을 개인적인 일에 동원하거나 무고한 죄인을 형장을 가하여 치사하게 하는 등 월권 행위와 직권 남용 등의 사례도 나타났다. 동시에 포도장을 파견할 때에는 대부분의 군사와 군기 그리고 군량 등을 그 파견된 지방에서 전적으로 수급했으므로, 포도장이 파견되는 경우 해당 지방의 재정적 부담은 매우 컸다. 따라서 조정에서는 포도장을 장기간 지방에 주둔시키지 않고 신속히 복귀시킴으로써 폐단을 최소화하였으며 임무를 완수하고 돌아오면 곧바로 혁파되었다.
이후 포도장은 정식으로 설치되지 않고 필요에 따라 설치와 혁파를 반복하였다. 활동 범위도 초기에는 지방의 포도 활동에 치중하다가 점차 도성과 경기 지역으로 확대되었는데, 성종 12년(1481년) 조정은 각 도 관찰사에게 도적을 잡은 자에게 후한 상을 준다는 방을 내걸어 민들을 독려하는 한편, '포도사목'을 마련하여 서울의 치안을 강화하였다. 이 포도사목에서 처음으로 후대의 포도대장처럼 좌·우변 체제로 구획을 나누어 업무를 분담하는 형태의 체제가 나타나고 있으며, 그 활동 범위가 서울, 경기 일대로 규정되었다. 
'포도관'으로써 포도장의 포도 활동에 대한 규정이 성문법으로 명문화된 것도 성종 때의 일이다. 성종 때에 완성된 조선의 법전인 《경국대전》(經國大典)에는 포도장에 대한 규정이 따로 없었으나, 동왕 24년(1493년)에 준용된 《대전속록》(大典續錄) 형전(刑典) '포도'(捕盜)조에 포도장의 포도 활동에 대한 규정으로 포도장이 외방에서 도적을 수색, 체포하는 경우 죄인의 증거 여부를 잘 구분하게 하라는 조항이 첨가되었다. 즉 포도장제가 성종조 《대전속록》 단계에서 법으로 명시되는 포도기구로 인정되면서 공식적으로 활동하게 되었다. 
하지만 동시에 포도장에게 지급되는 졸오(卒伍)가 상비병이 아니라는 점을 통해 볼 때, 포도장은 여전히 임시적인 권설(權設) 기구로 운영되고 있었다고 할 수 있으며, 이후에도 포도장에 대한 설치와 혁파 논의가 몇 차례 진행되었다. 다만 논의의 초점은 포도장 자체에 대한 존폐보다 포도장을 지방에 파견할 것인가, 말 것인가에 대한 문제로 집중되어 있어, 서울에 설치된 포도장이 점차 정착되어 가고 있음을 알 수 있다. 
성종 21년(1490년) 좌·우변포도장이 혁파되었다. 앞에서 서술한 것과 같은 폐단이 지적되기는 했지만 도적을 막는 데에 유용성을 보인 점도 많았기에, 포도장 치폐에 대한 논의가 다시 진행되고 대부분의 신료들이 포도장을 설치하자고 주장하였지만 성종은 허락하지 않았다. 두 달 뒤에 또 다시 포도장 설치 문제가 대두되었어도 성종은 포도장을 설치하지 않았는데, 대신 해당 업무에 밝은 사람 가운데 두 명을 택하여 도적 잡는 일을 맡기고, 당하관(堂下官) 가운데 문신(文臣)과 무신(武臣) 각 두 명씩을 택하여 그 종사관으로 삼아 도둑을 잡도록 하였다. 
성종 22년(1491년), 앞서 명(明)의 건주여진 공격에 따른 파병 요청에 따라 서정, 북정에 조선의 중앙군을 대거 파견하여 서울의 치안이 공백이 된 상태에서, 파병군이 돌아올 때까지 치안 유지를 위해 임시로 한성 5부마다 각각 포도장을 설치하여 수도 치안을 강화하였다. 동왕 24년(1493년) 정식으로 전교를 내려 포도장과 종사관을 한성 5부마다 한 사람씩 두었다. 이는 파병에 따른 특수 상황에서 취해진 임시적인 조치였고, 포도장이 도성의 치안에 중점을 두는 계기가 되었다. 동시에 포도장이 도성 치안기구로서 정착되는 전기를 맞게 된다. 

### 내용주
1. ↑  예종·성종대 도적의 발호가 심한 충청도에 파견된 경차관이 잡은 도적의 수가 무려 400여 명이나 될 정도였다.[1] 예종이 전시(殿試)에서 '포도지법'에 대한 책문 과제를 제시하기도 하였다.[2]
2. ↑  의금부의 경우 점차 왕옥(王獄)이라 불리는 '국사범'을 단속 대상으로 하는 사법기구로 전환되었고, 의금부 소속으로 한성 지역의 순라를 맡았던 도부외(都府外)가 단종 1년(1453년)에 혁파됨에 따라 의금부는 군사적 기능을 상실하였고, 도부외를 대신하던 나장(羅將)도 재판정과 옥서의 경비 또는 죄인의 체포·압송·형신 등에서 최소한의 군사적 역할을 하게 되었다. 한성부 또한 수도 치안을 담당하는 관사로 우윤(右尹)의 1주부(主簿) 소속의 병방(兵房)과 2주부 소속의 형방(刑房)에서 폭력단속·주간 순찰·시체 검시 업무를 수행하였으나, 이는 한성부의 주 업무가 아니었고, 예종 원년(1469)에 기존에 군사를 거느렸던 이장(里將)과 이수(里帥)를 폐지하면서 한성부는 기본적인 방도(防盜) 기능을 할 뿐 전문적인 포도활동은 하지 않고 있었던 것이다.